# 元帅林
元帥林，是位於遼寧省撫順市的空塚，佔地面積12.54萬平方米，為1929年張學良為其父「中華民國陸海軍大元帥」張作霖修建的陵園，園區建築分為方城、圓城、寶頂三部分，採中西合璧設計。園區南面規劃為祭祀區、北面為墓葬區，祭祀區後因修建水庫而淹沒，前门、中门、东西廂房和部分方城城墙被拆除。

## 歷史沿革
1928年6月4日，張作霖在皇姑屯事件中身亡，其遺屬開始為其擇定安葬地點，張氏族人探查墓址風水，認為此地“前照鐵背山，後座金龍灣，東有鳳凰泊，西有金沙灘”是絕佳寶地，於1929年5月擇定該處興建張作霖陵寢。
1931年，九一八事變爆發，陵園工程已初具規模卻因戰事而從此停工，張作霖遺骸因日方阻撓而無法獲准安葬於該地。張作霖的靈柩被日軍遷往瀋陽東關珠林寺暫厝，张作相、彭相亭等人委請张景惠與日本商议安葬之事，最終日方僅同意將張作霖改葬到锦县驿马坊。 
1937年6月3日，张作霖停棺九年後被允許在驿马坊与先母王太夫人、原配夫人趙春桂同葬，位於撫順的元帥林永遠閒置。
1954年，因中華人民共和國政府修建「大伙房水库」工程，元帅林南面建筑群被划入淹没区，水库於蓄水前將陵園重要建筑构件及石刻文物悉数搬遷至陵区北部的高阜地带。1988年12月，“元帅林”被政府公布为第四批遼寧省文物保護單位，省、市政府相继拨發款項對陵園进行修缮。1992年7月，經中國林業部批准建立國家森林公園，占地面積10.44萬畝。
2013年3月5日，元帥林被中華人民共和國國務院公佈為第七批全國重點文物保護單位。

## 建築構造

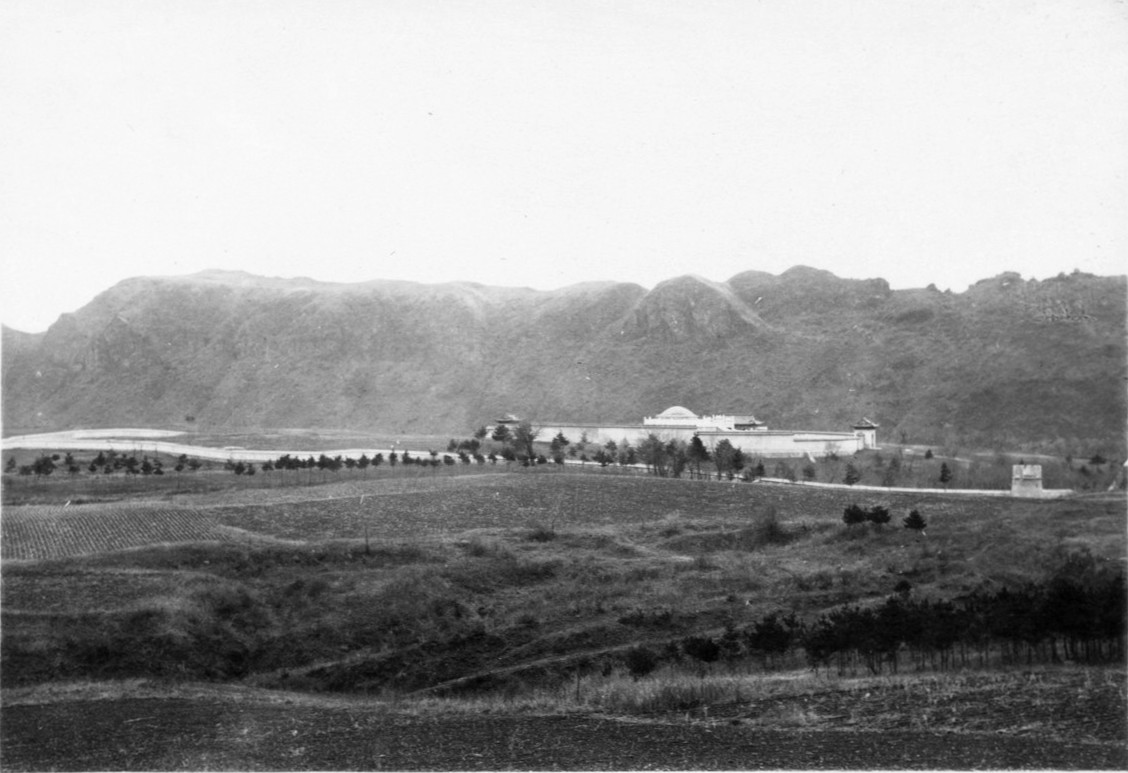
日佔期間的元帥林陵區遠景

- 方城：南北長91.13公尺，建築面積8161平方公尺。
  - 隆恩門：以漢白玉、青白石雕刻為主要建材。
  - 隆恩殿（享殿）：舉辦重要大型祭祀儀式與供奉靈位的地點。
  - 東、西配殿：單檐歇山頂，前檐廊、面擴五間，覆綠色琉璃瓦。東配殿用於準備祭祀儀式使用的祀版、祀帛，西配殿用於舉辦小型追思法事。
- 圓城（寶城）
  - 方尖碑：一對。
  - 石階：120級。
  - 正門：單檐歇山頂木結構，四柱三間，總寬12.68公尺，兩邊門各寬3.6公尺、中門寬4.58公尺，覆以綠色琉璃瓦。
  - 東、西門樓：單檐歇山頂，總寬7米、門寬3.4米，覆以綠色琉璃瓦。
- 寶頂：水泥灰背構造，基壇高2.07公尺、寬4.12公尺，周長71公尺。